# David di Donatello du meilleur film

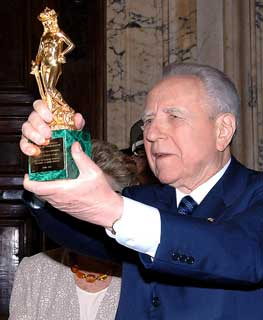
David di Donatello a Ciampi

Le prix David di Donatello du meilleur film est une récompense décernée annuellement par l'Académie du cinéma italien, plus précisément par l'Ente (Association) David di Donatello, depuis 1970, à l'exception de l'année 1980.

## Palmarès

### Années 1970
- 1970 : (ex aequo)
  - Enquête sur un citoyen au-dessus de tout soupçon (Indagine su un cittadino al di sopra di ogni sospetto) — réalisateur : Elio Petri
  - Metello — réalisateur : Mauro Bolognini
- 1971 : (ex aequo)
  - Le Conformiste (Il conformista) — réalisateur : Bernardo Bertolucci
  - Le Jardin des Finzi-Contini (Il giardino dei Finzi-Contini) — réalisateur : Vittorio De Sica
  - Waterloo — réalisateur : Sergueï Bondartchouk
- 1972 :  (ex aequo)
  - La classe ouvrière va au paradis (La classe operaia va in paradiso) — réalisateur : Elio Petri 
  - Un amour insolite (Questa specie d'amore) — réalisateur : Alberto Bevilacqua
- 1973 : (ex aequo)
  - Alfredo, Alfredo (Alfredo Alfredo) — réalisateur : Pietro Germi 
  - Ludwig : Le Crépuscule des dieux (Ludwig) — réalisateur : Luchino Visconti
- 1974 : (ex aequo)
  - Amarcord — réalisateur : Federico Fellini 
  - Pain et Chocolat (Pane e cioccolata) — réalisateur : Franco Brusati
- 1975 : (ex aequo)
  - La Grande Bourgeoise (Fatti di gente perbene) — réalisateur : Mauro Bolognini
  - Violence et Passion (Gruppo di famiglia in un interno) — réalisateur : Luchino Visconti
- 1976 : Cadavres exquis (Cadaveri eccellenti) —  réalisateur : Francesco Rosi
- 1977 : (ex aequo)
  - Le Désert des Tartares — réalisateur : Valerio Zurlini
  - Un bourgeois tout petit petit — réalisateur : Mario Monicelli
- 1978 : (ex aequo)
  - L'Affaire Mori (Il prefetto di ferro) — réalisateur : Pasquale Squitieri
  - Au nom du pape roi (In nome del Papa Re) — réalisateur : Luigi Magni
- 1979 : (ex aequo)
  - Le Christ s'est arrêté à Eboli (Cristo si è fermato a Eboli) — réalisateur : Francesco Rosi
  - Oublier Venise (Dimenticare Venezia) — réalisateur : Franco Brusati
  - L'Arbre aux sabots (L'albero degli zoccoli) — réalisateur : Ermanno Olmi

### Années 1980
- 1980 : non décerné
- 1981 : Ricomincio da tre — réalisateur : Massimo Troisi 
  - Trois Frères (Tre fratelli) — réalisateur : Francesco Rosi 
  - Passion d'amour (Passione d'amore) — réalisateur : Ettore Scola
- 1982 : Borotalco — réalisateur : Carlo Verdone
- 1983 : La Nuit de San Lorenzo (La notte di San Lorenzo) — réalisateurs : Paolo et Vittorio Taviani 
  - La Nuit de Varennes (Il mondo nuovo) — réalisateur : Ettore Scola 
  - Colpire al cuore — réalisateur : Gianni Amelio
- 1984 : (ex aequo)
  - Le Bal (Ballando ballando) — réalisateur : Ettore Scola 
  - Et vogue le navire… (E la nave va)  — réalisateur : Federico Fellini 
    - Mi manda Picone — réalisateur : Nanni Loy
- 1985 : Carmen — réalisateur : Francesco Rosi 
  - Uno scandalo perbene — réalisateur : Pasquale Festa Campanile
  - Kaos — réalisateurs : Paolo et Vittorio Taviani
- 1986 : Pourvu que ce soit une fille (Speriamo che sia femmina) — réalisateur : Mario Monicelli
  - Ginger et Fred (Ginger e Fred) — réalisateur : Federico Fellini
  - La messe est finie (La messa è finita) — réalisateur : Nanni Moretti
- 1987 : La Famille (La famiglia) — réalisateur : Ettore Scola
  - Regalo di Natale, — réalisateur : Pupi Avati
  - Storia d'amore— réalisateur : Francesco Maselli
- 1988 : Le Dernier Empereur (L'ultimo imperatore) — réalisateur : Bernardo Bertolucci
  - Intervista — réalisateur : Federico Fellini
  - Les Yeux noirs (Oci ciornie) — réalisateur : Nikita Mikhalkov
- 1989 : La Légende du saint buveur (La leggenda del santo bevitore) — réalisateur : Ermanno Olmi
  - Cinema Paradiso (Nuovo Cinema Paradiso) — réalisateur : Giuseppe Tornatore
  - Francesco — réalisateur : Liliana Cavani

### Années 1990
- 1990 : Portes ouvertes (Porte aperte) — réalisateur : Gianni Amelio
  - Palombella rossa — réalisateur : Nanni Moretti
  - La voce della luna (La voce della Luna) — réalisateur : Federico Fellini
  - Il male oscuro — réalisateur : Mario Monicelli
  - Histoire de garçons et de filles (Storia di ragazzi e di ragazze) — réalisateur : Pupi Avati
- 1991 : (ex aequo)
  - Mediterraneo — réalisateur : Gabriele Salvatores
  - Dans la soirée (Verso sera) — réalisateur : Francesca Archibugi
    - Le Chef de gare (La stazione) — réalisateur : Sergio Rubini
    - La Maison du sourire (La casa del sorriso) — réalisateur : Marco Ferreri
    - Le Porteur de serviette (Il portaborse) — réalisateur : Daniele Luchetti
- 1992 : Les Enfants volés (Il ladro di bambini) — réalisateur : Gianni Amelio
  - Il muro di gomma — réalisateur : Marco Risi
  - Maledetto il giorno che t'ho incontrato — réalisateur : Carlo Verdone
- 1993 : La Grande Citrouille (Il grande cocomero) — réalisateur :  Francesca Archibugi
  - L'Escorte (La scorta) — réalisateur :  Ricky Tognazzi
  - Années d'enfance (Jona che visse nella balena) — réalisateur :  Roberto Faenza
- 1994 : Journal intime (Caro diario) — réalisateur : Nanni Moretti
  - Per amore, solo per amore — réalisateur :  Giovanni Veronesi
  - Perdiamoci di vista — réalisateur : Carlo Verdone
- 1995 : La scuola — réalisateur : Daniele Luchetti
  - L'Amour meurtri (L'amore molesto) — réalisateur :  Mario Martone
  - Le Facteur (Il postino) — réalisateur : Michael Radford
- 1996 : Ferie d'agosto — réalisateur : Paolo Virzì
  - Remake, Rome ville ouverte (Celluloide) — réalisateur : Carlo Lizzani
  - Beauté volée (Io ballo da sola) — réalisateur : Bernardo Bertolucci
  - Marchand de rêves (L'uomo delle stelle) — réalisateur : Giuseppe Tornatore
- 1997 : La Trêve (La tregua) — réalisateur : Francesco Rosi
  - Il ciclone — réalisateur : Leonardo Pieraccioni
  - La Vie silencieuse de Marianna Ucria (Marianna Ucrìa) — réalisateur : Roberto Faenza
  - La mia generazione — réalisateur : Wilma Labate
  - Nirvana — réalisateur : Gabriele Salvatores
- 1998 : La vie est belle (La vita è bella) — réalisateur : Roberto Benigni
  - Ovosodo — réalisateur : Paolo Virzì
  - Aprile — réalisateur : Nanni Moretti
- 1999 : Hors du monde (Fuori dal mondo) — réalisateur : Giuseppe Piccioni
  - La Légende du pianiste sur l'océan (La leggenda del pianista sull'oceano) — réalisateur : Giuseppe Tornatore
  - Shanduraï (L'assedio) — réalisateur : Bernardo Bertolucci

### Années 2000
- 2000 : Pain, Tulipes et Comédie (Pane e tulipani) — réalisateur : Silvio Soldini
  - Canone inverso - Making Love — réalisateur : Ricky Tognazzi
  - Garage Olimpo — réalisateur : Marco Bechis
- 2001 : La Chambre du fils (La stanza del figlio) — réalisateur : Nanni Moretti
  - Les Cent Pas (I cento passi) — réalisateur : Marco Tullio Giordana
  - Juste un baiser (L'ultimo bacio) — réalisateur : Gabriele Muccino
- 2002 : Le Métier des armes (Il mestiere delle armi) — réalisateur : Ermanno Olmi
  - Je brûle dans le vent (Brucio nel vento) — réalisateur : Silvio Soldini
  - Luce dei miei occhi — réalisateur : Giuseppe Piccioni
- 2003 : La Fenêtre d'en face (La finestra di fronte) — réalisateur : Ferzan Özpetek
  - L'Étrange Monsieur Peppino (L'imbalsamatore) — réalisateur : Matteo Garrone
  - Le Sourire de ma mère (L'ora di religione) — réalisateur : Marco Bellocchio
  - Respiro — réalisateur : Emanuele Crialese
  - Souviens-toi de moi (Ricordati di me) — réalisateur : Gabriele Muccino
- 2004 : Nos meilleures années (La meglio gioventù) — réalisateur : Marco Tullio Giordana
  - Buongiorno, notte — réalisateur : Marco Bellocchio
  - Che ne sarà di noi — réalisateur : Giovanni Veronesi
  - L'Été où j'ai grandi (Io non ho paura) — réalisateur : Gabriele Salvatores
  - À corps perdus (Non ti muovere) — réalisateur : Sergio Castellitto
- 2005 : Les Conséquences de l'amour (Le conseguenze dell'amore) — réalisateur : Paolo Sorrentino
  - Certi bambini — réalisateur : Andrea et Antonio Frazzi
  - Les Clefs de la maison (Le chiavi di casa) — réalisateur : Gianni Amelio
  - Cuore sacro — réalisateur : Ferzan Özpetek
  - Leçons d'amour à l'italienne (Manuale d'amore) — réalisateur : Giovanni Veronesi
- 2006 : Le Caïman (Il caimano) — réalisateur : Nanni Moretti
  - Il mio miglior nemico — réalisateur : Carlo Verdone
  - Notte prima degli esami — réalisateur : Fausto Brizzi
  - Romanzo criminale — réalisateur : Michele Placido
  - La terra — réalisateur : Sergio Rubini
- 2007 : L'Inconnue (La sconosciuta) — réalisateur : Giuseppe Tornatore
  - Libero (Anche libero va bene) — réalisateur : Kim Rossi Stuart
  - Centochiodi — réalisateur : Ermanno Olmi
  - Mon frère est fils unique (Mio fratello è figlio unico) — réalisateur : Daniele Luchetti
  - Golden Door (Nuovomondo) — réalisateur : Emanuele Crialese
- 2008 : La Fille du lac (La ragazza del lago) — réalisateur : Andrea Molaioli
  - Caos calmo — réalisateur : Antonello Grimaldi
  - Giorni e nuvole — réalisateur : Silvio Soldini
  - La giusta distanza — réalisateur : Carlo Mazzacurati
  - Le vent fait son tour (Il vento fa il suo giro) — réalisateur : Giorgio Diritti
- 2009 : Gomorra — réalisateur : Matteo Garrone
  - Il divo — réalisateur : Paolo Sorrentino
  - Ex — réalisateur : Fausto Brizzi
  - Tutta la vita davanti — réalisateur : Paolo Virzì
  - Si può fare — réalisateur : Giulio Manfredonia

### Années 2010
- 2010 : L'Homme qui viendra (L'uomo che verrà) — réalisateur : Giorgio Diritti
  - Baarìa — réalisateur : Giuseppe Tornatore
  - La prima cosa bella — réalisateur : Paolo Virzì
  - Le Premier qui l'a dit (Mine vaganti) — réalisateur : Ferzan Özpetek
  - Vincere — réalisateur : Marco Bellocchio
- 2011 : Frères d’Italie (Noi credevamo) — réalisateur : Mario Martone
  - Basilicata Coast to Coast — réalisateur : Rocco Papaleo
  - Benvenuti al Sud — réalisateur : Luca Miniero
  - La nostra vita — réalisateur : Daniele Luchetti
  - Une vie tranquille (Una vita tranquilla — réalisateur : Claudio Cupellini
- 2012 : César doit mourir (Cesare deve morire) — réalisateurs : Paolo et Vittorio Taviani
  - Habemus papam — réalisateur : Nanni Moretti
  - Piazza Fontana (Romanzo di una strage) — réalisateur : Marco Tullio Giordana
  - Terraferma — réalisateur : Emanuele Crialese
  - This Must Be the Place — réalisateur : Paolo Sorrentino
- 2013 : The Best Offer (La migliore offerta) — réalisateur : Giuseppe Tornatore
  - Diaz : un crime d'État (Diaz - Don't Clean Up This Blood) — réalisateur : Daniele Vicari
  - Le Clan des gangsters (Educazione siberiana) — réalisateur : Gabriele Salvatores
  - Moi et toi (Io e te) — réalisateur : Bernardo Bertolucci
  - Viva la libertà — réalisateur : Roberto Andò
- 2014 : Les Opportunistes (Il capitale umano)  — réalisateur : Paolo Virzì
  - La grande bellezza — réalisateur : Paolo Sorrentino
  - La mafia tue seulement en été (La mafia uccide solo d'estate) — réalisateur : Pierfrancesco Diliberto
  - La sedia della felicità — réalisateur : Carlo Mazzacurati
  - J'arrête quand je veux (Smetto quando voglio) — réalisateur : Sydney Sibilia
- 2015 : Les Âmes noires (Anime nere)  — réalisateur : Francesco Munzi
  - Hungry Hearts — réalisateur : Saverio Costanzo
  - Leopardi : Il giovane favoloso  (Il giovane favoloso) — réalisateur : Mario Martone
  - Mia madre — réalisateur : Nanni Moretti
  - Torneranno i prati — réalisateur : Ermanno Olmi
- 2016 : Perfetti sconosciuti  — réalisateur : Paolo Genovese
  - Fuocoammare de Gianfranco Rosi
  - Il racconto dei racconti - Tale of Tales de Matteo Garrone
  - Mauvaise Graine (Non essere cattivo) de Claudio Caligari
  - Youth - La giovinezza (Youth) de Paolo Sorrentino
- 2017 : Folles de joie  (La pazza gioia) — réalisateur : Paolo Virzì
  - Fais de beaux rêves (Fai bei sogni) de Marco Bellocchio
  - Fiore de Claudio Giovannesi
  - Indivisibili de Edoardo De Angelis
  - Veloce come il vento de Matteo Rovere
- 2018 : Ammore e malavita  — réalisateur : Marco et Antonio Manetti
  - A Ciambra de Jonas Carpignano
  - Gatta Cenerentola d'Alessandro Rak, Ivan Cappiello, Marino Guarnieri et Dario Sansone
  - La tenerezza de Gianni Amelio
  - Nico, 1988 de Susanna Nicchiarelli
- 2019 : Dogman  — réalisateur : Matteo Garrone
  - Call Me by Your Name de Luca Guadagnino
  - Euforia de Valeria Golino
  - Heureux comme Lazzaro (Lazzaro felice) d'Alice Rohrwacher
  - Sur ma peau (Sulla mia pelle) d'Alessio Cremonini

### Années 2020
- 2020 : Le Traître (Il traditore)  — réalisateur : Marco Bellocchio
  - Romulus et Rémus (Il primo re) de Matteo Rovere
  - Piranhas (La paranza dei bambini) de Claudio Giovannesi
  - Martin Eden de Pietro Marcello
  - Pinocchio de Matteo Garrone
- 2021 : Je voulais me cacher (Volevo Nascondermi) - Giorgio Diritti
  - Storia di vacanze (Favolacce) de Damiano et Fabio D'Innocenzo
  - Hammamet de Gianni Amelio
  - Le sorelle Macaluso d'Emma Dante
  - Miss Marx de Susanna Nicchiarelli
- 2022 : La Main de Dieu (È stata la mano di Dio) de Paolo Sorrentino
  - Ariaferma de Leonardo Di Costanzo
  - Ennio de Giuseppe Tornatore
  - Freaks Out de Gabriele Mainetti
  - Qui rido io de Mario Martone
- 2023 : Les Huit Montagnes (Le otto montagne) de Felix Van Groeningen et Charlotte Vandermeersch
  - Esterno notte de Marco Bellocchio
  - Il signore delle formiche de Gianni Amelio
  - La stranezza de Roberto Andò
  - Nostalgia de Mario Martone

- 2024 : Moi, capitaine (Io capitano) de Matteo Garrone
  - Il reste encore demain (C'è ancora domani) de Paola Cortellesi
  - Vers un avenir radieux (Il sol dell'avvenire) de Nanni Moretti
  - La Chimère (La chimera) de Alice Rohrwacher
  - L'Enlèvement (Rapito) de Marco Bellocchio

- 2025 : Vermiglio ou La Mariée des montagnes (Vermiglio) de Maura Delpero
  - Berlinguer - La grande ambizione (it) de Andrea Segre
  - Prima la vita (Il tempo che ci vuole) de Francesca Comencini
  - L'arte della gioia (it) (mini-série) de Valeria Golino
  - Parthenope de Paolo Sorrentino